# Список зарубежных поездок президента Макрона
Список зарубежных поездок действующего президента Франции Эмманюэля Макрона. По состоянию на март 2023 года Эммануэль Макрон совершил 197 президентских поездок в 79 государств мира с момента своей инаугурации 14 мая 2017 года. Национальные поездки не включены.
| Страна                           | Кол-во |
| -------------------------------- | ------ |
| Албания                          | 1      |
| Андорра                          | 1      |
| Ангола                           | 1      |
| Аргентина                        | 1      |
| Армения                          | 1      |
| Австралия                        | 1      |
| Бенин                            | 1      |
| Буркина-Фасо                     | 1      |
| Камерун                          | 1      |
| Канада                           | 1      |
| Хорватия                         | 1      |
| Кипр                             | 1      |
| Демократическая Республика Конго | 1      |
| Дания                            | 1      |
| Джибути                          | 1      |
| Эстония                          | 1      |
| Эфиопия                          | 1      |
| Финляндия                        | 1      |
| Габон                            | 1      |
| Гана                             | 1      |
| Гвинея-Бисау                     | 1      |
| Венгрия                          | 1      |
| Индия                            | 1      |
| Индонезия                        | 1      |
| Ирландия                         | 1      |
| Израиль                          | 1      |
| Иордания                         | 1      |
| Кения                            | 1      |
| Латвия                           | 1      |
| Литва                            | 1      |
| Мальта                           | 1      |
| Молдова                          | 1      |
| Нигерия                          | 1      |
| Палестина                        | 1      |
| Польша                           | 1      |
| Республика Конго                 | 1      |
| Руанда                           | 1      |
| Сенегал                          | 1      |
| Сербия                           | 1      |
| Словакия                         | 1      |
| Словения                         | 1      |
| ЮАР                              | 1      |
| Швеция                           | 1      |
| Таиланд                          | 1      |
| Турция                           | 1      |
| Алжир                            | 2      |
| Австрия                          | 2      |
| Болгария                         | 2      |
| Чад                              | 2      |
| Китай                            | 2      |
| Кот-д’Ивуар                      | 2      |
| Чехия                            | 2      |
| Египет                           | 2      |
| Греция                           | 2      |
| Ирак                             | 2      |
| Япония                           | 2      |
| Ливан                            | 2      |
| Люксембург                       | 2      |
| Мали                             | 2      |
| Мавритания                       | 2      |
| Марокко                          | 2      |
| Нигер                            | 2      |
| Саудовская Аравия                | 2      |
| Украина                          | 2      |
| Нидерланды                       | 3      |
| Португалия                       | 3      |
| Румыния                          | 3      |
| Швейцария                        | 3      |
| Тунис                            | 3      |
| ОАЭ                              | 3      |
| Ватикан                          | 3      |
| Катар                            | 4      |
| Россия                           | 4      |
| Испания                          | 4      |
| США                              | 6      |
| Великобритания                   | 7      |
| Италия                           | 8      |
| Германия                         | 23     |
| Бельгия                          | 38     |

## 2017
| Страна            | Посещённые регионы     | Дата           | Детали |
| ----------------- | ---------------------- | -------------- | --- |
| Германия          | Берлин                 | 15 мая         | Государственный визит Макрона в Германию был его первой международной поездкой в качестве президента. Он выбрал Германию в качестве первой зарубежной поездки за время своего президентства, демонстрируя проевропейский настрой, а также следуя традиции французских президентов, совершающих свою первую международную поездку в Германию. В течение своего первого полного рабочего дня в должности Макрон встретился с канцлером Германии Ангелой Меркель. Два лидера договорились разработать план реформирования Европейского союза на фоне роста правого популизма и евроскептицизма. |
| Мали              | Гао                    | 19 мая         | Макрон встретился с французскими войсками, участвовавшими в операции Бархан. Это была его первая поездка за пределы Европы в качестве президента. |
| Бельгия           | Брюссель               | 25–26 мая      | Макрон принял участие в саммите НАТО, своей первой встрече на высшем уровне в качестве президента. Он провел отдельные двусторонние встречи с другими главами правительств, включая президента США Дональда Трампа. |
| Италия            | Таормина               | 26–27 мая      | Макрон присутствовал на саммите G7 в Таормине. Он провёл отдельные двусторонние встречи с другими главами правительств, включая премьер-министра Великобритании Терезу Мэй, премьер-министра Канады Джастина Трюдо и премьер-министра Японии Синдзо Абэ. |
| Марокко           | Рабат                  | 14–15 июня     | Макрон встретился с королем Марокко Мухаммедом VI во время этой частной и дружественной поездки. |
| Бельгия           | Брюссель               | 22–23 июня     | Макрон впервые посетил свой Европейский совет. Он провел отдельные двусторонние встречи с Ангелой Меркель и представителями Вышеградской группы. |
| Германия          | Берлин                 | 29 июня        | Макрон встретился с другими главами европейских государств и правительств в рамках подготовки к саммиту G20. |
| Мали              | Бамако                 | 2 июля         | Макрон принял участие в саммите по вопросам безопасности G5 Сахель, чтобы заручиться поддержкой создания региональных сил по борьбе с терроризмом |
| Германия          | Гамбург                | 7–8 июля       | Макрон принял участие в саммите G20 в Гамбурге. Он провёл отдельные двусторонние встречи с другими главами правительств, в том числе с премьер-министром Канады Джастином Трюдо, президентом России Владимиром Путиным и с канцлером Германии Ангелой Меркель. |
| Швейцария         | Лозанна                | 10–11 июля     | Макрон отправился в Лозанну, чтобы посетить Международный олимпийский комитет для презентации заявки Парижа на проведение летних Олимпийских игр 2024 года. Во время этой поездки Макрона сопровождали его жена Брижит, мэр Парижа Анн Идальго и председатели заявки Бернар Лапассе и Тони Эстанге. |
| Италия            | Триест                 | 12–13 июля     | Макрон принял участие в саммите Западных Балкан в 2017 году. За день до этого он встретился с канцлером Германии Ангелой Меркель и премьер-министром Италии Паоло Джентилони. |
| Австрия           | Зальцбург              | 23 август      | Макрон встретился с канцлером Австрии Кристианом Керном. |
| Румыния           | Бухарест               | 24 августа     | Макрон встретился с президентом Румынии Клаусом Йоханнисом. |
| Болгария          | Варна                  | 25 августа     | Макрон встретился с президентом Болгарии Руменом Радевым и премьер-министром Бойко Борисовым в Евксиноградe. |
| Люксембург        | Люксембург, Нидеранвен | 28 августа     | Макрон встретился с великим герцогом Анри и великой герцогиней Люксембургской Марией Терезой. Он также провел политические переговоры в замке Сеннинген с премьер-министром Ксавье Беттелем и премьер-министром Бельгии Шарлем Мишелем. |
| Греция            | Афины                  | 6–7 сентября   | Макрон совершил государственный визит в Грецию, где он призвал восстановить Европейский союз. |
| США               | Нью-Йорк               | 18–20 сентября | Макрон принял участие в 72-й сессии Генеральной Ассамблеи ООН и встретился с несколькими главами государств. |
| Эстония           | Таллин                 | 28–29 сентября | Макрон принял участие в цифровом саммите ЕС и провёл двустороннюю встречу с канцлером Германии Ангелой Меркель. Затем он посетил войска вместе с премьер-министром Великобритании Терезой Мэй и премьер-министром Эстонии Юри Ратасом на военной базе Тапа. |
| Германия          | Франкфурт              | 10 октября     | Макрон и канцлер Германии Ангела Меркель приняли участие в открытии Франкфуртской книжной ярмарки. |
| Бельгия           | Брюссель               | 19–20 октября  | Макрон принял участие в Европейском совете. |
| ОАЭ               | Абу-Даби, Дубай        | 8–9 ноября     | Макрон открыл Лувр Абу-Даби. |
| Саудовская Аравия | Эр-Рияд                | 9 ноября       | Макрон совершил экстренную поездку в Саудовскую Аравию из-за опасений войны в Ливане. |
| Германия          | Бонн                   | 15 ноября      | Макрон присутствовал на церемонии открытия Конференции Организации Объединенных Наций по изменению климата 2017 года. |
| Швеция            | Гётеборг               | 17 ноября      | Макрон принял участие в Социальном саммите ЕС за справедливые рабочие места и экономический рост. |
| Буркина-Фасо      | Уагадугу               | 28–29 ноября   | Макрон встретился с президентом Буркинабе, произнес речь об Африке, обменялся мнениями со студентами и посетил электростанцию, работающую на солнечных батареях. |
| Кот-д’Ивуар       | Абиджан                | 29–30 ноября   | Макрон принял участие в пятом саммите Африканского союза - Европейского союза. |
| Гана              | Аккра                  | 30 ноября      | Макрон встретился с президентом Ганы и посетил несколько местных стартапов. |
| Алжир             | Алжир                  | 6 декабря      | Макрон совершил рабочий и дружеский визит в Алжир. |
| Катар             | Доха                   | 7 декабря      | Макрон посетил с официальным визитом Катар. |
| Бельгия           | Брюссель               | 14–15 декабря  | Макрон принял участие в работе Европейского совета. |
| Нигер             | Ниамей                 | 22–23 декабря  | Макрон посетил французские войска, участвовавшие в Операции «Бархан». |

## 2018
| Страна         | Посещённые регионы                             | Дата                  | Детали |
| -------------- | ---------------------------------------------- | --------------------- | --- |
| Китай          | Сиань, Пекин                                   | 8–10 января           | Макрон по прибытии в Сиань, посетил Терракотовую армию, большую пагоду Диких гусей и большую мечеть Сианя. Он также выступил с речью о многосторонности в парке национального наследия Даминг Палас. Позже он вылетел в Пекин, посетил Запретный город и встретился с лидером Китая Си Цзиньпином и премьер Государственного Совета КНР Ли Кэцяном. Макрон вручил Си подарок в качестве лошади из элитного кавалерийского корпуса.             |
| Италия         | Рим                                            | 10 января             | Макрон встретился с лидерами стран Юга Европейского союза, чтобы поговорить о миграции и бюджетах на саммите EU Med. |
| Великобритания | Лондон                                         | 18 января             | Макрон встретился с премьер-министром Терезой Мэй в военной академии Сандхерст, чтобы укрепить особые отношения между Великобританией и Францией по вопросам обороны и безопасности. |
| Швейцария      | Давос                                          | 24 января             | Макрон выступил с речью в Давосе на Всемирном экономическом форуме. |
| Тунис          | Тунис                                          | 31 January–1 February | Макрон встретился с президентом Беджи Каидом Эссебси. |
| Сенегал        | Дакар, Сен-Луи                                 | 2–3 February          | Макрон встретился с президентом Маки Салем. |
| Бельгия        | Брюссель                                       | 23 февраля            | Макрон присутствовал на внеочередном заседании Европейского совета по Brexit. |
| Индия          | Нью-Дели, Варанаси, Мирзапур                   | 9–12 марта            | Макрон встретился с премьер-министром Нарендрой Моди и президентом Рамом Натхом Ковиндом. |
| Нидерланды     | Гаага                                          | 21 марта              | Макрон встретился с премьер-министром Марком Рютте и королем Виллемом-Александром. |
| Бельгия        | Брюссель                                       | 22–23 March           | Макрон принял участие в Европейском совете. |
| Германия       | Берлин                                         | 19 апреля             | Макрон встретился с канцлером Германии Ангелой Меркель. |
| США            | Вашингтон                                      | 23–25 April           | Макрон встретился с президентом Дональдом Трампом, вице-президентом Майком Пенсом и лидерами Конгресса во время официального государственного визита. |
| Австралия      | Сидней                                         | 1–3 мая               | Макрон встретился с премьер-министром Малкольмом Тернбуллом. |
| Германия       | Ахен                                           | 9–10 мая              | Макрон получил премию Карла Великого. |
| Болгария       | София                                          | 16–17 мая             | Макрон принял участие в саммите ЕС-Западные Балканы. |
| Россия         | Санкт-Петербург                                | 24–25 May             | Макрон встретился с президентом Владимиром Путиным. Он также посетил Санкт-Петербургский международный экономический форум. |
| Канада         | Оттава, Монреаль, Ла-Мальбе                    | 6–9 June              | Макрон встретился с премьер-министром Джастином Трюдо в Оттаве и премьер-министром Квебека Филиппом Куйяром в Монреале. Макрон также присутствовал на саммите G7 в Ла-Мальбе. Он провел отдельные двусторонние встречи с другими главами правительств, включая премьер-министра Великобритании Терезу Мэй, канцлера Германии Ангелу Меркель, премьер-министра Италии Джузеппе Конте и президента США Дональда Трампа.                          |
| Германия       | Гранзе                                         | 19 июня               | Макрон встретился с канцлером Ангелой Меркель. |
| Ватикан        | Ватикан                                        | 26 июня               | Макрон встретился с Папой Римским Франциском. |
| Бельгия        | Брюссель                                       | 28–29 июня            | Макрон принял участие в Европейском совете. |
| Мавритания     | Нуакшот                                        | 2 июля                | Макрон принял участие в 31-м саммите Африканского союза. |
| Нигерия        | Абуджа, Лагос                                  | 3–4 июля              | Макрон встретился с президентом Мухаммаду Бухари. |
| Россия         | Санкт-Петербург                                | 10 июля               | Макрон присутствовал на полуфинале между Францией и Бельгией чемпионата мира по футболу 2018 года. |
| Бельгия        | Брюссель                                       | 11–12 июля            | Макрон присутствовал на саммите НАТО. |
| Россия         | Москва                                         | 15 июля               | Макрон присутствовал на финале чемпионата мира по футболу 2018 года между сборными Франции и Хорватии, завершившемся победой сборной Франции по футболу. |
| Испания        | Мадрид                                         | 26 июля               | Макрон встретился с премьер-министром Педро Санчесом и королем Филипп VI. |
| Португалия     | Лиссабон                                       | 27 июля               | Макрон встретился с премьер-министром Антонио Коштой, принял участие в саммите по энергетике и провёл консультации о будущем Европейского союза вместе с Антонио Костой. |
| Дания          | Копенгаген                                     | 28–29 август          | Макрон совершил государственный визит в Данию. Он встретился с премьер-министром Ларсом Лекке Расмуссеном и Маргрет II. |
| Финляндия      | Хельсинки                                      | 30 август             | Макрон нанес официальный визит и встретился с президентом Саули Ниинистё и премьер-министром Юхой Сипиля. |
| Люксембург     | Бурглинстер, Люксембург                        | 6 сентября            | Макрон встретился с премьер-министром Ксавье Беттелем, премьер-министром Бельгии Шарлем Мишелем и премьер-министром Нидерландов Марком Рютте. |
| Австрия        | Зальцбург                                      | 19–20 сентября        | Макрон принял участие в неформальном саммите с другими главами государств и правительств Европейского союза, посвящённом главным образом Брекзиту и европейскому миграционному кризису. |
| США            | Нью-Йорк                                       | 24–26 сентября        | Макрон принял участие в 73-й сессии Генеральной Ассамблеи ООН и встретился с несколькими главами государств. |
| Армения        | Ереван                                         | 10–12 октября         | Макрон отправился в Ереван для участия в саммите Международной организации франкофонии. |
| Бельгия        | Брюссель                                       | 17–19 октября         | Макрон отправился в Брюссель для участия в работе Европейского совета и 12–й Азиатско-европейской встречи. |
| Словакия       | Братислава                                     | 26 октября            | Макрон встретился с президентом Андреем Киской и премьер-министром Питером Пеллегрини. |
| Чехия          | Прага                                          | 26–27 октябяр         | Макрон встретился с президентом Милошем Земаном и премьер-министром Андреем Бабишем. |
| Турция         | Стамбул                                        | 27 октября            | Макрон принял участие в саммите, организованном президентом Реджепом Тайипом Эрдоганом по сирийскому конфликту, вместе с канцлером Германии Ангелой Меркель и президентом России Владимиром Путиным. |
| Марокко        | Танжер, Рабат                                  | 15 November           | Макрон отправился в Марокко, чтобы вместе с королем Мухаммедом VI открыть первую высокоскоростную железнодорожную линию в Африке. |
| Германия       | Берлин                                         | 18 ноября             | Макрон отправился в Берлин, чтобы почтить память Фолькстрауэртага вместе с канцлером Ангелой Меркель и президентом Франком-Вальтером Штайнмайером в Нойе Вахе. Он также выступил в бундестаге с речью о Европейском союзе. |
| Бельгия        | Брюссель, Гент, Моленбек-Сен-Жан, Лувен-ла-Нев | 19–20 ноября          | Макрон посетил Бельгию с государственным визитом. Он встретился с королем Бельгии Филиппом и премьер-министром Шарлем Мишелем. |
| Бельгия        | Брюссель                                       | 25 ноября             | Макрон присутствовал на внеочередном саммите по Brexit вместе с другими лидерами Европейского союза. |
| Аргентина      | Буэнос-Айрес                                   | 28 ноября – 1 декабря | Макрон встретился с президентом Маурисио Макри в Буэнос-Айресе. Макрон также присутствовал на саммите G20. Он провел отдельные двусторонние встречи с другими главами правительств, в том числе с премьер-министром Австралии Скоттом Моррисоном, премьер-министром Канады Джастином Трюдо, председателем КИТАЯ Си Цзиньпином, премьер-министром Японии Синдзо Абэ, президентом ЮАР Сирилом Рамафосой и президентом России Владимиром Путиным. |
| Бельгия        | Брюссель                                       | 13–14 декабря         | Макрон отправился в Брюссель для участия в Европейском совете. |
| Чад            | Нджамена                                       | 22–23 декабря         | Макрон посетил французские войска, участвовавшие в Операции «Бархан», и встретился с президентом Идриссом Деби. |

## 2019
| Страна          | Посещённые регионы        | Дата             | Детали |
| --------------- | ------------------------- | ---------------- | --- |
| Германия        | Ахен                      | 22 января        | Макрон встретился с канцлером Ангелой Меркель, чтобы подписать Ахенский договор. |
| Египет          | Каир, Абу-Симбел          | 27–29 января     | Макрон нанёс официальный визит и встретился с президентом Абдель Фаттахом ас-Сиси. |
| Республика Кипр | Никосия                   | 29 января        | Макрон принял участие в саммите EU Med вместе с лидерами стран Юга Европейского союза. |
| Джибути         | Джибути                   | 12 марта         | Макрон встретился с президентом Исмаилом Омаром Гелле и посетил французские войска, базирующиеся в Джибути. |
| Эфиопия         | Лалибэла, Аддис-Абеба     | 12–13 марта      | Макрон совершил государственный визит, встретился с президентом Сахле-Ворком Зевде и премьер-министром Абием Ахмедом Али. |
| Кения           | Найроби                   | 13–14 марта      | Макрон совершил государственный визит, первый для президента Франции в Кении, и встретился с президентом Ухуру Кениатой. Он также принял участие в третьем по счёту саммита «Одна планета». |
| Бельгия         | Брюссель                  | 21–22 марта      | Макрон принял участие в Европейском совете. |
| Бельгия         | Брюссель                  | 10 апреля        | Макрон присутствовал на внеочередном заседании Европейского совета по Брекзиту. |
| Германия        | Берлин                    | 29 апреля        | Макрон присутствовал вместе с канцлером Ангелой Меркель на неформальном саммите со странами Западных Балкан. |
| Румыния         | Сибиу                     | 9 мая            | Макрон принял участие в неофициальном европейском саммите глав государств и правительств, посвященном будущему Европейского союза. |
| Бельгия         | Брюссель                  | 28 мая           | Выборы в Европейский парламент (2019) |
| Великобритания  | Портсмут                  | 5 июнь           | Макрон присутствовал на церемониях празднования 75-й годовщины Дня «Д» вместе с международными лидерами. |
| Швейцария       | Женева                    | 11 июня          | Макрон присутствовал на праздновании столетия Международной организации труда. |
| Мальта          | Валлетта                  | 14 июня          | Макрон принял участие в саммите EU Med вместе с лидерами стран Юга Европейского союза. |
| Бельгия         | Брюссель                  | 20–21 июня       | Макрон принял участие в Европейском совете. |
| Япония          | Токио, Киото, Осака       | 26–29 июня       | Макрон совершил официальный визит, встретился с премьер-министром Синдзо Абэ, императором Нарухито и с французской общиной в Токио. Макрон также присутствовал на саммите G20 в Осаке. Он провёл отдельные двусторонние встречи с другими главами правительств, включая президента России Владимира Путина, президента Южной Кореи Мун Чжэ Ина, президента Турции Реджепа Тайипа Эрдогана, президента Бразилии Жаира Болсонару и председателя Китая Си Цзиньпина. |
| Бельгия         | Брюссель                  | 30 июня – 2 июля | Макрон принял участие в внеочередном европейском саммите. |
| Сербия          | Белград                   | 15–16 июля       | Макрон нанёс официальный визит и встретился с президентом Александр Вучич. |
| Тунис           | Тунис                     | 27 июля          | Макрон присутствовал на похоронах покойного президента Беджи Каида Эссебси. |
| Андорра         | Андорра-ла-Велья, Канильо | 13 сентября      | Макрон в качестве принцев-соправителей Андорры встретился с другим принцем-соправителем Жоаном Энриком Вивесом и Сицилией, Генеральным синдикатом Генерального совета Розером Сунье Паскуэ и премьер-министром Ксавьером Эспотом. |
| Италия          | Рим                       | 18 сентября      | Макрон встретился с президентом Серджо Маттареллой и премьер-министром Джузеппе Конте. |
| США             | Нью-Йорк                  | 22–24 сентября   | Макрон принял участие в 74-й сессии Генеральной Ассамблеи ООН и встретился с несколькими главами государств. |
| Бельгия         | Брюссель                  | 17–18 октября    | Макрон принял участие в Европейском совете. |
| Германия        | Франкфурт                 | 28 октября       | Макрон присутствовал на мероприятии по прощанию с президентом Европейского центрального банка Марио Драги. |
| Китай           | Шанхай, Пекин             | 4–6 ноября       | Макрон встретился с президентом Си Цзиньпиньом, посетил Китайскую международную выставку импорта и открыл Музей Центра Помпиду на Западной набережной. Макрон и Си подписали деловые и торговые соглашения на сумму 45 миллиардов долларов во время его визита. |
| Германия        | Берлин                    | 10 ноября        | Макрон встретился с президентом Франком-Вальтером Штайнмайером и канцлером Ангелой Меркель. |
| Великобритания  | Лондон, Уотфорд           | 3–4 декабря      | Макрон принял участие в 30-м саммите НАТО. Он пров`л отдельные двусторонние встречи с другими главами правительств, включая президента США Дональда Трампа, премьер-министра Великобритании Бориса Джонсона, канцлера Германии Ангелу Меркель, президента Турции Реджепа Тайипа Эрдогана, премьер-министра Бельгии Софи Вильмес и президента Польши Анджея Дуду.                                                                                                  |
| Бельгия         | Брюссель                  | 12–13 декабря    | Макрон принял участие в Европейском совете. |
| Кот-д’Ивуар     | Порт-Буэ, Абиджан, Буаке  | 20–22 декабря    | Макрон посетил французские войска, базирующиеся в Кот-д'Ивуаре, и встретился с президентом Алассаном Уаттарой. Он также почтил память французских солдат, погибших в Буаке в 2004 году. |
| Нигер           | Ниамей                    | 22 декабря       | Макрон сделал короткую остановку в Ниамее, где встретился с президентом Махамаду Иссуфу и почтил память 71 солдата из Нигера, убитого неделей ранее. |

## 2020
| Страна         | Посещённые регионы | Дата                  | Детали |
| -------------- | ------------------ | --------------------- | --- |
| Германия       | Берлин             | 19 января             | Макрон присутствовал на совещании, посвященном гражданской войне в Ливии. Он также встретился с премьер-министром Великобритании Борисом Джонсоном и канцлером Германии Ангелой Меркель. |
| Израиль        | Иерусалим          | 21–23 января          | Макрон отправился в Иерусалим на Всемирный форум памяти Холокоста, чтобы отметить 75-летие со дня освобождения лагеря смерти Освенцим-Биркенау. Макрон также встретился с премьер-министром Биньямином Нетаньяху, президентом Реувеном Ривлином и Бенни Ганцем. |
| Палестина      | Рамалла            | 22 января             | Макрон нанёс короткий визит, чтобы встретиться с президентом Махмудом Аббасом. |
| Польша         | Варшава, Краков    | 3–4 февраля           | Макрон нанес официальный визит в Польшу. Он встретился с президентом Анджеем Дудой и премьер-министром Матеушем Моравецким. |
| Германия       | Мюнхен             | 14–15 февраля         | Макрон отправился в Баварию для участия в 56-й Мюнхенской конференции по безопасности. |
| Бельгия        | Брюссель           | 20–21 February        | Макрон принял участие в специальном заседании Европейского совета. |
| Италия         | Неаполь            | 27 февраля            | Макрон принял участие в 35-м франко-итальянском саммите. Он встретился с премьер-министром Джузеппе Конте и президентом Серджо Маттареллой. |
| Великобритания | Лондон             | 18 июня               | Макрон отправился в Лондон, чтобы отметить Обращение от 18 июня и вручить городу Орден Почётного легиона. Он также встретился с Чарльзом, принцем Уэльским и премьер-министром Борисом Джонсоном. |
| Нидерланды     | Гаага              | 23 июня               | Макрон встретился с премьер-министром Марком Рютте. |
| Германия       | Гранзе             | 29 июня               | Макрон встретился с канцлером Ангелой Меркель. |
| Мавритания     | Нуакшот            | 30 июня               | Макрон посетил саммит G5 в Сахеле и встретился с президентом Мохаммедом Ульд Газуани. |
| Бельгия        | Брюссель           | 17–21 июля            | Макрон принял участие в внеочередном заседании Европейского совета, на котором был рассмотрен экономический ответ ЕС на рецессию COVID-19, которая глубоко затронула континент. Саммит был одним из самых продолжительных в истории. |
| Ливан          | Бейрут             | 6 августа             | Макрон отправился в Ливан через два дня после взрыва в Бейруте, произошедшего в 2020 году. Он посетил порт Бейрута, место взрывов и встретился со спасателями и местными пожарными. Макрон также встретился с президентом Мишелем Ауном и премьер-министром Хасаном Диабом. |
| Ливан          | Бейрут, Джадж      | 31 августа–1 сентября | Макрон совершил поездку в Ливан во второй раз за месяц. Он навестил ливанскую певицу Файрузу в Рабие. На следующий день он отправился в Джадж, чтобы посадить кедровое дерево в ознаменование столетия Великого Ливана. Затем он встретился с представителями ООН и членами НПО, чтобы обсудить усилия по восстановлению в Бейруте. Он также встретился с президентом Мишелем Ауном, патриархом Бечарой Бутросом аль-Рахи и другими политическими лидерами, а также посетил раненых в университетской больнице имени Рафика Харири. |
| Ирак           | Багдад             | 2 сентября            | Макрон отправился в Ирак, чтобы утвердить его суверенитет, несмотря на региональную напряженность. Он встретился с президентом Бархамом Салихом, премьер-министром Мустафой Аль-Кадхими и президентом региона Курдистан Нечирваном Барзани. |
| Литва          | Вильнюс            | 28–29 сентября        | Макрон встретился с президентом Гитанасом Науседом и лидером белорусской оппозиции Светланой Тихановской |
| Латвия         | Рига               | 29–30 сентября        | Макрон встретился с президентом Литвы Эгилсом Левитсом и премьер-министром Артурсом Кришьянисом Кариньшем. |
| Бельгия        | Брюссель           | 1–2 октября           | Макрон присутствовал на внеочередном заседании Европейского совета. |
| Бельгия        | Брюссель           | 15–16 октября         | Макрон присутствовал на заседании Европейского совета. |
| Бельгия        | Брюссель           | 10–11 декабря         | Макрон присутствовал на заседании Европейского совета. |

## 2021
| Страна            | Посещённый регионы     | Даты          | Детали |
| ----------------- | ---------------------- | ------------- | --- |
| Чад               | Нджамена               | 22–23 апреля  | Макрон присутствовал на похоронах бывшего президента Идрисса Деби. |
| Португалия        | Порту                  | 7–8 мая       | Макрон принял участие в социальном саммите ЕС. |
| Бельгия           | Брюссель               | 24–25 мая     | Макрон присутствовал на заседании Европейского совета. |
| Руанда            | Кигали                 | 27–28 мая     | Макрон совершил официальный визит в Руанду, где встретился с президентом Полем Кагаме и посетил мемориал геноцида в Кигали. |
| ЮАР               | Претория, Йоханнесбург | 28–29 мая     | Макрон совершил официальный визит в ЮАР. Он встретился с президентом Сирилом Рамафосой и посетил Фонд Нельсона Манделы. |
| Великобритания    | Карбис-Бей             | 11–13 июня    | Макрон отправился в Карбис-Бей для участия в саммите G7. Он провёл отдельные двусторонние встречи с другими главами правительств, включая премьер-министра Канады Джастина Трюдо, премьер-министра Японии Ёсихидэ Сугу и президента США Джо Байдена. |
| Бельгия           | Брюссель               | 14 июня       | Макрон отправился в Брюссель для участия в 31-м саммите НАТО. |
| Германия          | Берлин                 | 18 June       | Макрон отправился в Берлин, чтобы встретиться с канцлером Ангелой Меркель. |
| Бельгия           | Брюссель               | 24–25 июня    | Макрон принял участие в Европейском совете. |
| Япония            | Токио                  | 23–24 июля    | Макрон отправился в Токио, чтобы присутствовать на церемонии открытия летних Олимпийских игр 2020 года. |
| Ирландия          | Дублин                 | 26 август     | Макрон отправился в Дублин, где встретился с президентом Майклом Д. Хиггинсом и премьер-министром Майклом Мартином. |
| Ирак              | Багдад, Мосул, Эрбиль  | 28–29 августа | Макрон принял участие в региональной конференции в Багдаде, на которую были приглашены несколько лидеров соседних с Ираком стран, включая Саудовскую Аравию и Турцию.                                                                                |
| Греция            | Афины                  | 17 сентября   | Макрон отправился в Афины, чтобы принять участие в 8-м саммите EU Med вместе с лидерами стран Юга Европейского союза. |
| Словения          | Любляна                | 5–6 октября   | Макрон принял участие в неформальном заседании Европейского совета и саммите ЕС-Западные Балканы. |
| Бельгия           | Брюссель               | 21–22 октября | Макрон присутствовал на заседании Европейского совета. |
| Италия            | Рим                    | 29–31 октября | Макрон присутствовал на саммите G20. Он также встретился за день до саммита с президентом США Джо Байденом. |
| Великобритания    | Глазго                 | 1 ноября      | Макрон отправился в Шотландию для участия в Конференции ООН по изменению климата 2021 года. |
| Хорватия          | Загреб                 | 24–25 ноября  | Макрон совершил официальный визит в Хорватию, первый визит президента Франции с момента обретения страной независимости в 1991 году. Он встретился с президентом Зораном Милановичем и премьер-министром Андреем Пленковичем.                        |
| Италия            | Рим                    | 25–26 ноября  | Макрон отправился в Рим, где встретился с президентом Серджо Маттареллой и премьер-министром Марио Драги. |
| Ватикан           | Ватикан                | 26 ноября     | Макрон встретился с Папой Римским Франциском. |
| ОАЭ               | Дубай                  | 3 декабря     | Макрон встретился с Мухаммедом бен Зайедом бен Султаном Аль Нахайяном. Он также посетил французский павильон на выставке Expo 2020. |
| Катар             | Доха                   | 3–4 декабря   | Макрон встретился с Тамимом бен Хамадом Аль Тани. |
| Саудовская Аравия | Джидда                 | 4 декабря     | Макрон встретился с Мухаммед ибн Салман Аль Саудом. |
| Венгрия           | Будапешт               | 13 декабря    | Макрон встретился с президентом Яношем Адером и премьер-министром Виктором Орбаном. Он также присутствовал на заседании Вышеградской группы. |
| Бельгия           | Брюссель               | 15–16 декабря | Макрон присутствовал в Брюсселе на шестом саммите Восточного партнёрства и заседании Европейского совета. |

## 2022
| Страна         | Посещённый регионы      | Дата                  | Детали |
| -------------- | ----------------------- | --------------------- | --- |
| Германия       | Берлин                  | 25 января             | Макрон встретился с канцлером Олаф Шольцом. |
| Россия         | Москва                  | 7 февраля             | Макрон встретился с президентом Владимиром Путиным Vladimir Putin. |
| Украина        | Киев                    | 8 февраля             | Макрон встретился с президентом Украины Владимиром Зеленским. |
| Германия       | Берлин                  | 8 февраля             | Макрон встретился с немецким канцлером Олаф Шольцем и с польским президентом Анджеем Дудой. |
| Бельгия        | Брюссель                | 17–18 февраля         | Макрон посетил шестой саммит Европейский союз — Африканский союз, проходящий в Брюсселе |
| Бельгия        | Брюссель                | 24 февраля            | Макрон принял участие в специальном заседании Европейского совета, на котором обсуждалось российское вторжение на Украину. |
| Бельгия        | Брюссель                | 24–25 марта           | Макрон отправился в Брюссель для участия в чрезвычайном саммите НАТО и встрече лидеров G7 по поводу российского вторжения в Украину. Он также посетил Европейский совет. |
| Германия       | Берлин                  | 9 мая                 | Макрон отправился в Берлин, чтобы встретиться с канцлером Олафом Шольцем во время своей первой поездки за границу после его переизбрания в апреле 2022 года. |
| ОАЭ            | Абу-Даби                | 15 мая                | Макрон отправился в Абу-Даби, чтобы отдать дань уважения покойному президенту Объединенных Арабских Эмиратов Халифе бен Заиду Аль Нахайяну, который скончался двумя днями ранее. |
| Бельгия        | Брюссель                | 30–31 мая             | Макрон присутствовал на специальном заседании Европейского совета. |
| Румыния        | Констанца               | 14–15 июня            | Макрон посетил французские войска, базирующиеся в Констанце. Он также встретился с президентом Клаусом Йоханнисом и премьер-министром Николае Чукэ. |
| Молдавия       | Кишинёв                 | 15 июня               | Макрон встретился с молдавским президентом Майе Санду. |
| Украина        | Киев, Ирпень            | 16 июня               | Макрон встретился с президентом Владимиром Зеленским вместе с канцлером Германии Олафом Шольцем, премьер-министром Италии Марио Драги и президентом Румынии Клаусом Йоханнисом впервые с начала российского вторжения в Украину. Он отправился в Киев на поезде из Жешува по соображениям безопасности.                                                                       |
| Бельгия        | Брюссель                | 23–24 июня            | Макрон принял участие в Брюсселе во встрече лидеров ЕС и Западных Балкан, Европейском совете и саммите Евро. |
| Германия       | Замок Эльмау            | 25–28 июня            | Макрон отправился в Баварские Альпы для участия в 48-м саммите G7. Он провёл отдельные двусторонние встречи с другими главами правительств, включая премьер-министра Великобритании Бориса Джонсона и премьер-министра Японии Фумио Кисиду. |
| Испания        | Мадрид                  | 28–30 июня            | Макрон принял участие в 32-м саммите НАТО. |
| Португалия     | Лиссабон                | 30 июня               | Макрон принял участие в Конференции Организации Объединенных Наций по океану в 2022 году. |
| Камерун        | Яунде                   | 25–26 июля            | Макрон встретился с президентом Полем Бийей и с французской общиной в Яунде. |
| Бенин          | Котону                  | 26–27 июля            | Макрон встретился с президентом Патрис Талоном. |
| Гвинея-Бисау   | Бисау                   | 27–28 июля            | Макрон встретился с президентом Умаро Сиссоко Эмбало. |
| Алжир          | Алжир, Оран             | 25–27 August          | Макрон встретился с президентом Абдельмаджидом Теббуном. |
| Великобритания | Лондон                  | 18–19 сентября        | Макрон присутствовал на государственных похоронах королевы Елизаветы II в Вестминстерском аббатстве и встретился с королем Карлом III на приёме в Букингемском дворцe. |
| США            | Нью-Йорк                | 19–21 September       | Макрон принял участие в 77-й сессии Генеральной Ассамблеи ООН и встретился с несколькими главами государств. |
| Германия       | Берлин                  | 3 октября             | Макрон отправился в Берлин, чтобы встретиться с канцлером Олафом Шольцем за рабочим ужином. |
| Чехия          | Прага                   | 6–7 октября           | Макрон присутствовал в Пражском Граде на первом заседании Европейского политического сообщества и неофициальном заседании Европейского совета. |
| Бельгия        | Брюссель                | 20–21 октября         | Макрон присутствовал на заседании Европейского совета |
| Италия         | Рим                     | 23–24 октября         | Макрон участвовал в международном форуме по вопросам мира. Он также встретился с президентом Серджо Маттареллой и премьер-министром Джорджией Мелони. |
| Ватикан        | Ватикан                 | 24 октября            | Макрон встретился с Франциск (папа римский). |
| Египет         | Шарм-эш-Шейх            | 7 ноября              | Макрон принял участие в COP27 |
| Индонезия      | Бали                    | 14–16 ноября          | Макрон отправился на Бали для участия в саммите G20. Он провел отдельные двусторонние встречи с другими главами правительств, включая председателя КНР Си Цзиньпина, президента Турции Реджепа Тайипа Эрдогана, президента Индонезии Джоко Видодо, премьер-министра Сингапура Ли Сяньлун, премьер-министра Индии Нарендру Моди и премьер-министра Австралии Энтони Альбанезе. |
| Таиланд        | Бангкок                 | 16–18 ноября          | Макрон присутствовал на саммите АТЭС. Он также встретился с премьер-министром Праютом Чан-оча и с французской общиной в Бангкоке. |
| Тунис          | Джерба                  | 19 ноября             | Макрон принял участие в саммите Международной организации франкоязычных стран. |
| США            | Вашингтон, Новый Орлеан | 29 ноября — 2 декабря | Макрон встретился с президентом Джо Байденом, вице-президентом Камалой Харрис и лидерами Конгресса во время официального государственного визита. Он также встретился с французской общиной в Вашингтоне и посетил Новый Орлеан. |
| Албания        | Тирана                  | 6 декабря             | Макрон принял участие в саммите ЕС-Западные Балканы. |
| Испания        | Аликанте                | 9 декабря             | Макрон принял участие в 9-м саммите EU Med вместе с лидерами стран Юга Европейского союза. |
| Катар          | Эль-Хаур                | 14 декабря            | Макрон присутствовал на полуфинале чемпионата мира по футболу 2022 года между Францией и Марокко. |
| Бельгия        | Брюссель                | 15 декабря            | Макрон присутствовал на заседании Европейского совета. |
| Катар          | Лусаил                  | 18 декабря            | Mакрон присутствовал на финале чемпионата мира по футболу 2022 года между Францией и Аргентиной. |
| Иордания       | Амман                   | 20–21 декабря         | Макрон принял участие во второй Багдадской конференции по сотрудничеству и партнерству. Он также встретился с королём Абдаллой II. |